# Alexis von Hagemeister
Alexis von Hagemeister (* 31. Dezember 1926 in Reval, Estland) ist ein deutscher Schauspieler.

## Leben
Von Hagemeister absolvierte in München eine Schauspielausbildung und debütierte Würzburg als Theaterschauspieler. Es folgten Theaterengagements in Köln, Schleswig, Coburg und Kaiserslautern.
Daneben übernahm er regelmäßig Rollen in Film- und Fernsehproduktionen. Er spielte unter der Regie von Wolfgang Petersen in den Dramen Die Konsequenz und Schwarz und weiß wie Tage und Nächte, in Rainer Erlers Thriller Die letzten Ferien sowie in der Komödie Car-napping – bestellt – geklaut – geliefert. In der Vorabendserie Der Nachtkurier meldet verkörperte er 19 Folgen lang den Redakteur „Karl von Siblitz“. Außerdem spielte er Gastrollen in verschiedenen Fernsehserien und -reihen wie Tatort, Derrick, Graf Yoster gibt sich die Ehre, Das blaue Palais
Darüber hinaus arbeitete von Hagemeister auch als Sprecher für Hörspielproduktionen wie beispielsweise für Rolf Ells zweiteilige Historienbearbeitung Caesar – Ein Feldherr macht Geschichte und Caesar – Das Spiel der Feinde.
Laut Volker Lechtenbrinks Biografie Gib die Dinge der Jugend mit Grazie auf starb Alexis von Hagemeister bei einem Autounfall am Flughafen von Bangkok, als er ein Taxi bestellen wollte.

## Filmografie (Auswahl)
- 1964: Nach Ladenschluss
- 1964: Der Nachtkurier meldet (Fernsehserie, 19 Folgen)
- 1964: Lydia muss sterben
- 1966: Der Fall Rouger
- 1966: Sie schreiben mit (Fernsehserie) – Die Annonce
- 1968: Rinaldo Rinaldini (Fernsehserie)
- 1969: Pater Brown (Fernsehserie) – Wer war der Täter?
- 1970: Die seltsamen Methoden des Franz Josef Wanninger (Fernsehserie – Folge 49)
- 1970: Immer bei Vollmond
- 1970: Merkwürdige Geschichten (Fernsehserie) – Die tödliche Flamme
- 1970: Wer weint denn schon im Freudenhaus?
- 1971: Der Fall Eleni Voulgari
- 1972: Gewissensentscheidung
- 1972: Die Bilder laufen
- 1972: Marya Sklodowska-Curie
- 1974: Der Hellseher
- 1975: Die letzten Ferien
- 1977: Tatort – Wer andern eine Grube gräbt …
- 1977: Die Konsequenz
- 1977: Derrick – Inkasso
- 1978: Schwarz und weiß wie Tage und Nächte
- 1979: Blauer Himmel, den ich nur ahne
- 1980: Car-napping – bestellt – geklaut – geliefert
- 1981: Tatort – Im Fadenkreuz
- 1984: Weltuntergang
- 1984: Die Krimistunde (Fernsehserie, 1 Folge)
- 1987: Die Krimistunde (Fernsehserie, 1 Folge)